# Rise of the Tomb Raider
Rise of the Tomb Raider é um jogo eletrônico de ação-aventura, segundo de uma trilogia que começou em 2013 com Tomb Raider. O jogo foi produzido pela Crystal Dynamics e publicado pela Microsoft Studios em 10 de novembro de 2015, exclusivamente para Xbox One e Xbox 360, em 2019 para Google Stadia. 
Foi publicado pela Square Enix a 28 de janeiro de 2016 para Microsoft Windows e no final do mesmo ano para PlayStation 4. 
Em Rise of the Tomb Raider, a protagonista Lara Croft tenta descobrir a mítica cidade russa de Kitej, que segundo as lendas, contém os segredos para a imortalidade.
Rise of the Tomb Raider foi bem recebido pela critica da especialidade. De acordo com o site de pontuações agregadas Metacritic o jogo teve "análises geralmente favoráveis". Foram elogiados vários aspectos como os gráficos e a história e algumas das melhorias feitas em relação ao seu antecessor, mas que no entanto é muito similar com este não representando por isso um enorme salto evolucionário. Recebeu diversos prémios incluindo “Jogo do Ano para Xbox One” e “Melhor Jogo de Acção/Aventura” atribuídos pelo IGN. A sequela, Shadow of the Tomb Raider, foi lançada em 14 de Setembro de 2018.

## Jogabilidade

Lara procura esconder-se por trás de um grupo de objectos. Rise of the Tomb Raider apresenta um maior numero de opções furtivas.

Rise of the Tomb Raider é um jogo de acção-aventura numa perspectiva de terceira pessoa, com muitos dos elementos encontrados em Tomb Raider (2013). Os jogadores controlam Lara Croft através de vários ambientes, lutando contra inimigos e completando puzzles e secções de plataformas, enquanto usam armas improvisadas e engenhocas para conseguirem progredir na história. As áreas de exploração de Rise of the Tomb Raider são cerca de três vezes maiores em comparação com o seu antecessor.
Rise of the Tomb Raider tem um novo sistema de fabrico artesanal, permitindo aos jogadores criar objectos ou melhorar as suas armas, ou criar novas, juntando partes que encontram pelo jogo; Lara pode por exemplo procurar por metal, minerais, plantas e caçar animais para construir munição venenosa, armadilhas, granadas, cocktails molotov, roupa e medicamentos. O arco e flecha regressam de Tomb Raider. Opções para vários arcos podem ser obtidos através do fabrico artesanal. Outras armas como as pistolas e o machado de escalada também regressam, bem como é adicionado uma faca de caça.
O ambiente foi muito melhorado, com um ciclo meia-noite/dia e com um novo sistema climatérico que influencia tanto as personagens humanas como os animais. Por exemplo, para criar um casaco de inverno mais forte, Lara tem de caçar um lobo, animal que só aparece durante uma determinada hora do dia e quando as condições de tempo são favoráveis. É dado também maior ênfase aos puzzles e aos túmulos. O combate foi redesenhado apresentando agora um maior numero de opções de infiltração e de ataques rápidos e furtivos. Quando está em combate ou quando simplesmente o quer evitar, Lara pode confundir os inimigos trepando árvores, escondendo-se na folhagem ou nadar debaixo de água. A neve também influencia a jogabilidade: os animais deixam pegadas que vão desaparecendo ao longo do tempo, e Lara pode escavar trincheiras para fazer um abrigo. Os jogadores também se podem ver sobre a ameaça de avalanches e tempestades de neve.
Tal como no jogo anterior, junto com a história principal, os jogadores têm a oportunidade de fazer várias missões secundárias, como terminar as Tumbas de Desafio. Mike Brinker, designer da Crystal Dynamics, disse que o modo história demora entre 15 a 20 horas a completar.
Rise of the Tomb Raider o modo multijogador tradicional é substituído pelo Modo Expedition, onde os jogadores podem "aumentar a experiência da campanha" através de alguns jogos: “Score Attack”, permite repetir os níveis mas com regras novas, como bater recordes de tempo e ganhar medalhas; “Remnant Resistance”, em que o jogador repete algumas zonas do jogo criando as suas próprias missões (escolher objetos, inimigos, etc) e depois de completar a missão que criou pode desafiar os seus amigos pela melhor pontuação; e  “Chapter Replay”, que permite repetir os capítulos da história ao mesmo tempo que mantém as habilidades e o equipamento da primeira vez que o jogador completou o jogo.

## Sinopse
Depois de Tomb Raider, a experiência que Lara Croft (Camilla Luddington) teve com o supernatural em Yamatai foi encoberta pela organização Trindade. Para provar que não está louca, Lara fica obcecada em encontrar as verdades sobre os mitos por todo o mundo.
Antes de falecer, o pai de Lara estava a pesquisar a lenda de Koschei o Imortal, e a partir das suas notas e a viagem de Lara à tumba do profeta, Lara descobre que havia um símbolo na tumba e ele se referia a Sibéria, então Lara vai até a mansão Croft e Jonah Maiava vai visitá-la. Um capanga da Trindade entra na mansão e rouba o livro de Lara. Então, Lara e Jonah Maiava viajam para a Sibéria para tentar descobrir a localização de Kitej, uma cidade mítica construída no séc. XIII nas margens do lago Svetloyar por Yuri II o Grande Príncipe de Vladimir, e que segundo as lendas, contém os segredos para a imortalidade. Numa corrida contra a Trindade, que quer encontrar a cidade primeiro, Lara tem de sobreviver contra humanos, animais e o ambiente para descobrir a verdade sobre o mito e tornar-se naquilo a que está destinada.

## Desenvolvimento
A 1 de Agosto de 2013, Phil Rogers da Square Enix, confirmou através do blog oficial da companhia que "a sequela de nova geração de Tomb Raider" estava "a ser produzida".
Rise of the Tomb Raider foi formalmente anunciado numa conferencia de imprensa a 9 de Junho de 2014, com o primeiro video a ser mostrado mais tarde no mesmo dia durante a apresentação da Microsoft na E3. O mesmo video foi mostrado mais tarde na televisão, durante a transmissão da Xbox Live da competição Miss Teen USA 2014. Nixxes Software, responsável pelos jogos Tomb Raider: Definite Edition e Lara Croft and the Temple of Osiris está a produzir a versão Xbox 360, enquanto que a Crystal Dynamics a versão para Xbox One. A actriz britânica Camilla Luddington faz novamente o papel de Lara Croft e Rhianna Pratchett é de novo a responsável pelo enredo do jogo. De acordo com Brian Horton, o director do jogo, a produção de Rise of the Tomb Raider teve a influencia de vários filmes incluindo Rambo: First Blood Part II, Terminator 2: Judgment Day, The Edge, Hanna, The Grey, The Descent, Alien vs. Predator e The Day After Tomorrow.
Durante algumas semanas, a equipa de produção visitou vários locais na Turquia, incluindo Capadócia, Istambul e as ruinas de Éfeso, procurando a melhor sensação e aparência para desenhar a cidade perdida de Kitej e o ambiente selvagem da Síria e da Sibéria. Como tal a equipa estudou extensivamente a cultura Bizantina, juntando essa inspiração um pouco da arquitectura da Grécia antiga para construir as tombas que se encontram no jogo.

“... Sou um enorme fã de Uncharted e desejava que tivéssemos um jogo de acção-aventura daquele calibre. Começámos alguns, e olhamos para eles. Mas não temos nenhum hoje daquela qualidade. Isto é uma oportunidade.”

-Phil Spencer, chefe da divisão Xbox da Microsoft, sobre a exclusividade de Rise of the Tomb Raider.
Durante a Gamescom de 2014, foi anunciado pela Microsoft que o jogo seria editado no final de 2015 em exclusivo para as plataformas Xbox, embora temporariamente. Darrell Gallagher, presidente da Crystal Dynamics, explicou em entrevista com a revista Game Informer essa exclusividade, afirmando que a relação entre o estúdio e a Microsoft começou em 2008, com o lançamento de alguns DLCs exclusivos de Tomb Raider Underworld para Xbox 360, continuando com o lançamento de Lara Croft and The Guardian of Light em primeiro lugar também para Xbox 360. Gallagher descreve como sendo "a evolução natural de onde começamos". As noticias da exclusividade levantaram um enorme coro de criticas, tanto da parte dos consumidores como pelos jornalistas.
A 1 de Junho de 2015 foi mostrada a capa oficial, juntamente com um novo video intitulado "Aim Greater". Neste vê-se Lara a fazer uma escalada perigosa numa contra os elementos numa montanha para chegar a uma caverna, por forma a descobrir "os segredos do mundo".
A 15 de Junho de 2015, na pré-conferencia de imprensa da Microsoft na E3, foi exibida uma demonstração de Rise of the Tomb Raider, confirmando igualmente que a data de lançamento do jogo para Xbox One e Xbox 360 será a 10 de Novembro de 2015. Foi mostrado um outro video promocional durante a conferencia da Square Enix. Durante o mesmo evento, numa entrevista dada ao The Know, o director do jogo referiu que Rise of the Tomb Raider é uma co-produção entre a Crystal Dynamics e a Eidos Montreal, produtora dos jogos da série Deus Ex e que já tinha trabalhado na secção do multijogador de Tomb Raider.
A 23 de Julho de 2015, a Square Enix anunciou Rise of the Tomb Raider para Microsoft Windows e PlayStation 4, com lançamentos para o inicio e final de 2016, respectivamente.
A 9 de Outubro de 2015 a Crystal Dynamics anunciou que Rise of the Tomb Raider entrou em fase Gold, significando que a produção de conteúdo que vai estar nos discos está terminada.

### Música
A música de Rise of the Tomb Raider foi composta por Bobby Tahouri (Game of Thrones, Iron Man e Despicable Me 2). "Lara é alguém que encarna um espírito indomável, e criar a música para acompanhar as suas aventuras tem sido uma experiência fantástica", refere Tahouri.
Em adição, a Crystal Dynamics disse que em Rise of the Tomb Raider sempre que seja necessário a Lara ter uma abordagem mais furtiva, a "música é gerada de modo processual". A mecânica é possível através de um "sistema middleware", licenciado pela Intelligent Music Systems, que "analisa as composições de Tahouri e de uma forma dinâmica compõe novas músicas, fazendo com que cada vez que se joga seja única", explicou a produtora.

## Lançamento

Conteúdo da Edição de Coleccionador.

Rise of the Tomb Raider foi lançado mundialmente pela Microsoft Studios a 13 de Novembro de 2015 para Xbox 360 e Xbox One e pela Square Enix a 28 de Janeiro de 2016 para Microsoft Windows e no final do mesmo ano para PlayStation 4.  A 26 de Agosto de 2015 a Square Enix anunciou a Edição de Coleccionador para Rise of the Tomb Raider; vendida apenas nas lojas online, a edição exclusiva para Xbox One inclui uma estátua de 30cm de Lara Croft, uma caixa metálica e as réplicas do seu diário e do colar de jade, notável por ter sido a sua primeira descoberta arqueológica. Foi revelado um pacote que inclui uma consola Xbox One de 1TB, um comando, as cópias digitais de Rise of the Tomb Raider e Tomb Raider Definitive Edition e o conjunto Tactical Survival Kit com um novo fato para Lara entre outros itens.
A Microsoft e a Crystal Dynamics revelaram uma série de posteres de edição limitada para Rise of the Tomb Raider, criados pelos artistas Geof Darrow (Hard Boiled, The Big Guy and Rusty the Boy Robot) Frank Kozik, La Boca e Tara McPherson. Durante o San Diego Comic-Con 2015, na secção Xbox Lounge, estiveram disponíveis cópias autografadas do primeiro poster desenhado por Darrow.

### Conteúdo adicional
Rise of the Tomb Raider tem um Passe de Temporada (Season Pass) que amplia a história e permite competir com amigos. O Passe dá acesso a três grandes lançamentos que "vão constituir um desafio à sobrevivência e às condições extremas do Endurance Mode (Modo Resistência), explorar um novo túmulo que alberga um terror antigo em Baba Yaga: The Temple of the Witch e combater vagas de predadores infectados em Cold Darkness Awakened." O Passe inclui ainda fatos, armas e Expedition Cards (Cartas da Expedição), distribuídos durante quatro meses após o lançamento que permitem "personalizar, expandir e desafiar os teus amigos a embarcar em novas aventuras."

## Recepção

### Análises profissionais
Rise of the Tomb Raider foi bem recebido pela critica da especialidade. Os sites de pontuações agregadas GameRankings, Metacritic e OpenCritic dão à versão para Xbox One 86.81%, 86/100 e 86/100, respectivamente. Foram elogiados vários aspectos como os gráficos e a história e algumas das melhorias feitas em relação ao seu antecessor, mas que no entanto é muito similar com este não representando por isso um enorme salto evolucionário.
Bruno Galvão do Eurogamer.pt diz que "Rise of the Tomb Raider é um jogo que se coloca muito próximo do anterior, segue os mesmos moldes e as mesmas mecânicas" referindo que faltou ambição à produtora Crystal Dynamics para sair da "zona de conforto" e que "depois do energético reboot, era pedido muito mais além de uma checklist de clichés em jogos de acção na terceira pessoa." Achou também a história confusa em que "mostra um estúdio que parecia ter medo de apostar nas suas ideias e preferiu seguir um livro de regras." No entanto, Galvão elogiou os visuais, as novas formas de interacção com o ambiente e o trabalho artesanal para a criação de ferramentas e recursos.

### Vendas
Rise of the Tomb Raider estreou-se em #4 nas tabelas de vendas do Reino Unido, atrás de Fallout 4, Call of Duty: Black Ops III e FIFA 16, com a versão para Xbox One a representar cerca de 85% do share sobre os 15% da Xbox 360. Durante a primeira semana de vendas o jogo vendeu cerca de 330,000 unidades a nível mundial, ficando além dos números previstos. No entanto, Brian Horton, director do jogo, referiu que a “Microsoft e a Square estão muito contentes com Rise e com a equipa de produção”. Digitalmente, Rise of the Tomb Raider foi o jogo mais vendido da Xbox One na semana do Natal. No final de 2015, já tinham sido vendidas mais de 10 milhões de cópias mundialmente.

### Prêmios
Rise of the Tomb Raider foi nomeado nas categorias de “Melhor Representação" (para Camilla Luddington) e "Melhor Jogo de Acção/Aventura" para os The Game Awards 2015. Recebeu os prémios de “Jogo do Ano para Xbox One” e “Melhor Jogo de Acção/Aventura” atribuídos pelo IGN.
| \| Ano \| Prémio \| Categoria \| Beneficiário \| Resultado \| Ref. \| \| ---- \| --------------------------------------- \| -------------------------------------------- \| ------------------------------------------------------------------------------------------------------------------------------------------- \| --------- \| ---- \| \| 2015 \| 33rd Golden Joystick Awards \| Most Wanted Game \| Rise of the Tomb Raider \| Indicado \| [70] \| \| 2015 \| The Game Awards 2015 \| Best Performance \| Camilla Luddington \| Indicado \| [71] \| \| 2015 \| The Game Awards 2015 \| Best Action/Adventure \| Rise of the Tomb Raider \| Indicado \| [71] \| \| 2015 \| Telegraph Video Game Awards 2015 \| Game of the Year \| Rise of the Tomb Raider \| Indicado \| [72] \| \| 2015 \| Telegraph Video Game Awards 2015 \| Best Level Design \| Rise of the Tomb Raider \| Runner-Up \| [72] \| \| 2015 \| GameSpot's Game of the Year 2015 Awards \| Game of the Year \| Rise of the Tomb Raider \| Eighth \| [73] \| \| 2015 \| GameSpot's Game of the Year 2015 Awards \| Xbox One Game of the Year \| Rise of the Tomb Raider \| Indicado \| [73] \| \| 2015 \| GamesRadar's Game of the Year 2015 \| Game of the Year \| Rise of the Tomb Raider \| Fifth \| [74] \| \| 2015 \| EGM's Best of 2015 \| Best Game \| Rise of the Tomb Raider \| Tenth \| [75] \| \| 2016 \| Game Revolution's Best of 2015 Awards \| Game of the Year \| Rise of the Tomb Raider \| Runner-Up \| [76] \| \| 2016 \| Game Revolution's Best of 2015 Awards \| Best Developer \| Crystal Dynamics \| Indicado \| [76] \| \| 2016 \| Game Revolution's Best of 2015 Awards \| Best Action Adventure \| Rise of the Tomb Raider \| Venceu \| [76] \| \| 2016 \| IGN's Best of 2015 \| Game of the Year \| Rise of the Tomb Raider \| Indicado \| [77] \| \| 2016 \| IGN's Best of 2015 \| Best Xbox One Game of the Year \| Rise of the Tomb Raider \| Venceu \| [77] \| \| 2016 \| IGN's Best of 2015 \| Best Action-Adventure Game \| Rise of the Tomb Raider \| Venceu \| [77] \| \| 2016 \| IGN's Best of 2015 \| Best Performances \| Rise of the Tomb Raider \| Runner-Up \| [77] \| \| 2016 \| IGN's Best of 2015 \| Best Xbox 360 Game of the Year \| Rise of the Tomb Raider \| Runner-Up \| [77] \| \| 2016 \| IGN's Best of 2015 \| Best Art Direction \| Rise of the Tomb Raider \| Indicado \| [77] \| \| 2016 \| IGN's Best of 2015 \| Technical Excellence \| Rise of the Tomb Raider \| Indicado \| [77] \| \| 2016 \| IGN's Best of 2015 \| Best Story \| Rise of the Tomb Raider \| Indicado \| [77] \| \| 2016 \| 68th Writers Guild of America Awards \| Outstanding Achievement in Videogame Writing \| John Stafford (Lead Narrative Designer) Cameron Suey (Narrative Designer) Rhianna Pratchett (Lead Writer) Philip Gelatt (Additional Writer) \| Venceu \| [78] \| \| 2016 \| 19th Annual D.I.C.E. Awards \| Game of the Year \| Rise of the Tomb Raider \| Indicado \| [79] \| \| 2016 \| 19th Annual D.I.C.E. Awards \| Outstanding Achievement in Game Direction \| Rise of the Tomb Raider \| Indicado \| [79] \| \| 2016 \| 19th Annual D.I.C.E. Awards \| Adventure Game of the Year \| Rise of the Tomb Raider \| Indicado \| [79] \| \| 2016 \| 19th Annual D.I.C.E. Awards \| Outstanding Achievement in Animation \| Rise of the Tomb Raider \| Indicado \| [79] \| \| 2016 \| 19th Annual D.I.C.E. Awards \| Outstanding Achievement in Art Direction \| Rise of the Tomb Raider \| Indicado \| [79] \| \| 2016 \| 19th Annual D.I.C.E. Awards \| Outstanding Achievement in Character \| Lara Croft \| Venceu \| [79] \| \| 2016 \| 19th Annual D.I.C.E. Awards \| Outstanding Achievement in Sound Design \| Rise of the Tomb Raider \| Indicado \| [79] \| \| 2016 \| 19th Annual D.I.C.E. Awards \| Outstanding Achievement in Story \| Rise of the Tomb Raider \| Indicado \| [79] \| \| 2016 \| 19th Annual D.I.C.E. Awards \| Outstanding Technical Achievement \| Rise of the Tomb Raider \| Indicado \| [79] \| \| 2016 \| 2016 SXSW Gaming Awards \| Excellence in Animation \| Rise of the Tomb Raider \| Pendente \| [80] \| \| 2016 \| 2016 SXSW Gaming Awards \| Excellence in Visual Achievement \| Rise of the Tomb Raider \| Pendente \| [80] \| \| 2016 \| 2016 SXSW Gaming Awards \| Excellence in SFX \| Rise of the Tomb Raider \| Pendente \| [80] \| \| 2016 \| 2016 SXSW Gaming Awards \| Most Enduring Character \| Lara Croft \| Pendente \| [80] \| |                                         |                                              | |           |        |
| Ano | Prémio                                  | Categoria                                    | Beneficiário | Resultado | Ref.   |
| 2015 | 33rd Golden Joystick Awards             | Most Wanted Game                             | Rise of the Tomb Raider | Indicado  | [ 70 ] |
| 2015 | The Game Awards 2015                    | Best Performance                             | Camilla Luddington | Indicado  | [ 71 ] |
| 2015 | The Game Awards 2015                    | Best Action/Adventure                        | Rise of the Tomb Raider | Indicado  | [ 71 ] |
| 2015 | Telegraph Video Game Awards 2015        | Game of the Year                             | Rise of the Tomb Raider | Indicado  | [ 72 ] |
| 2015 | Telegraph Video Game Awards 2015        | Best Level Design                            | Rise of the Tomb Raider | Runner-Up | [ 72 ] |
| 2015 | GameSpot's Game of the Year 2015 Awards | Game of the Year                             | Rise of the Tomb Raider | Eighth    | [ 73 ] |
| 2015 | GameSpot's Game of the Year 2015 Awards | Xbox One Game of the Year                    | Rise of the Tomb Raider | Indicado  | [ 73 ] |
| 2015 | GamesRadar's Game of the Year 2015      | Game of the Year                             | Rise of the Tomb Raider | Fifth     | [ 74 ] |
| 2015 | EGM's Best of 2015                      | Best Game                                    | Rise of the Tomb Raider | Tenth     | [ 75 ] |
| 2016 | Game Revolution's Best of 2015 Awards   | Game of the Year                             | Rise of the Tomb Raider | Runner-Up | [ 76 ] |
| 2016 | Game Revolution's Best of 2015 Awards   | Best Developer                               | Crystal Dynamics | Indicado  | [ 76 ] |
| 2016 | Game Revolution's Best of 2015 Awards   | Best Action Adventure                        | Rise of the Tomb Raider | Venceu    | [ 76 ] |
| 2016 | IGN's Best of 2015                      | Game of the Year                             | Rise of the Tomb Raider | Indicado  | [ 77 ] |
| 2016 | IGN's Best of 2015                      | Best Xbox One Game of the Year               | Rise of the Tomb Raider | Venceu    | [ 77 ] |
| 2016 | IGN's Best of 2015                      | Best Action-Adventure Game                   | Rise of the Tomb Raider | Venceu    | [ 77 ] |
| 2016 | IGN's Best of 2015                      | Best Performances                            | Rise of the Tomb Raider | Runner-Up | [ 77 ] |
| 2016 | IGN's Best of 2015                      | Best Xbox 360 Game of the Year               | Rise of the Tomb Raider | Runner-Up | [ 77 ] |
| 2016 | IGN's Best of 2015                      | Best Art Direction                           | Rise of the Tomb Raider | Indicado  | [ 77 ] |
| 2016 | IGN's Best of 2015                      | Technical Excellence                         | Rise of the Tomb Raider | Indicado  | [ 77 ] |
| 2016 | IGN's Best of 2015                      | Best Story                                   | Rise of the Tomb Raider | Indicado  | [ 77 ] |
| 2016 | 68th Writers Guild of America Awards    | Outstanding Achievement in Videogame Writing | John Stafford (Lead Narrative Designer) Cameron Suey (Narrative Designer) Rhianna Pratchett (Lead Writer) Philip Gelatt (Additional Writer) | Venceu    | [ 78 ] |
| 2016 | 19th Annual D.I.C.E. Awards             | Game of the Year                             | Rise of the Tomb Raider | Indicado  | [ 79 ] |
| 2016 | 19th Annual D.I.C.E. Awards             | Outstanding Achievement in Game Direction    | Rise of the Tomb Raider | Indicado  | [ 79 ] |
| 2016 | 19th Annual D.I.C.E. Awards             | Adventure Game of the Year                   | Rise of the Tomb Raider | Indicado  | [ 79 ] |
| 2016 | 19th Annual D.I.C.E. Awards             | Outstanding Achievement in Animation         | Rise of the Tomb Raider | Indicado  | [ 79 ] |
| 2016 | 19th Annual D.I.C.E. Awards             | Outstanding Achievement in Art Direction     | Rise of the Tomb Raider | Indicado  | [ 79 ] |
| 2016 | 19th Annual D.I.C.E. Awards             | Outstanding Achievement in Character         | Lara Croft | Venceu    | [ 79 ] |
| 2016 | 19th Annual D.I.C.E. Awards             | Outstanding Achievement in Sound Design      | Rise of the Tomb Raider | Indicado  | [ 79 ] |
| 2016 | 19th Annual D.I.C.E. Awards             | Outstanding Achievement in Story             | Rise of the Tomb Raider | Indicado  | [ 79 ] |
| 2016 | 19th Annual D.I.C.E. Awards             | Outstanding Technical Achievement            | Rise of the Tomb Raider | Indicado  | [ 79 ] |
| 2016 | 2016 SXSW Gaming Awards                 | Excellence in Animation                      | Rise of the Tomb Raider | Pendente  | [ 80 ] |
| 2016 | 2016 SXSW Gaming Awards                 | Excellence in Visual Achievement             | Rise of the Tomb Raider | Pendente  | [ 80 ] |
| 2016 | 2016 SXSW Gaming Awards                 | Excellence in SFX                            | Rise of the Tomb Raider | Pendente  | [ 80 ] |
| 2016 | 2016 SXSW Gaming Awards                 | Most Enduring Character                      | Lara Croft | Pendente  | [ 80 ] |

## Sequência
Na Gamescom 2015, Phil Rogers, diretor executivo da Square Enix, revelou acidentalmente que o arco de história que começou em 2013 com Tomb Raider continua com Rise of the Tomb Raider e será transportado para um terceiro jogo, como parte de uma trilogia.
Em março de 2018 a Square Enix revelou oficialmente que o nome do jogo vai ser chamado Shadow of the Tomb Raider e que será lançando a 14 de setembro de 2018 para Microsoft Windows, PlayStation 4 e Xbox One.